# Ryūhei Ōishi
Ryūhei Ōishi (jap. 大石 竜平, Ōishi Ryūhei; * 21. Januar 1997 in der Präfektur Shizuoka) ist ein japanischer Fußballspieler.

## Karriere
Ryūhei Ōishi erlernte das Fußballspielen in der Schulmannschaft der Shimizu Sakuragaoka High School sowie in der Universitätsmannschaft der Kokushikan-Universität. Seinen ersten Profivertrag unterschrieb er 2019 bei Zweigen Kanazawa. Der Verein aus Kanazawa, einer Großstadt in der Präfektur Ishikawa auf Honshū, der Hauptinsel Japans, spielte in der zweithöchsten japanischen Liga, der J2 League. Am Ende der Saison 2023 belegte er mit Zweigen den letzten Tabellenplatz und musste somit den Weg in die dritte Liga antreten. Nach insgesamt 115 Ligaspielen wechselte er im Februar 2024 zum Zweitligisten Blaublitz Akita.